# 胃拡張
胃拡張（いかくちょう）とは、癌や潰瘍の瘢痕などのために幽門部が狭窄して、胃の内容部が先に進まないために起こってくる病気である。胃拡張とは一般的には大食の事を言うが、大食したからと言って別に胃拡張になるわけではない。

## 症状
胃拡張の自覚症状として腹部が張ったり、げっぷが出たり、軽い頭痛、眩暈、身体がだるくなる、腰痛などがある。特に嘔吐が自覚症状としては顕著で、嘔吐物の量も大量で前日あるいはそれ以前に食べたものが混じっている場合もある。しかし、希に胃粘膜壊死や、穿孔、胃破裂を起こし、胃破裂による死亡例も報告されている。

## 診断・治療
胃拡張の診断はレントゲン検査によって確実な診断を下す事になる。機能的な幽門痙攣などによって起こる胃拡張は、薬物で治療する事ができる。しかし器質的な癌や瘢痕などによる幽門狭窄が原因になっているものは、手術をする事により治癒を目指す事になる。また、胃筋肉の突然の麻痺によって起こる急性胃拡張が開腹手術や麻酔後に起こる事があり、この場合には外科医の診察を受ける必要がある。